# Eupithecia medilunata
Eupithecia medilunata là một loài bướm đêm trong họ Geometridae.